# 宝来みゆき
宝来 みゆき（ほうらい みゆき、1981年4月5日 - ）は、日本の元AV女優。
2000年にAVデビュー。2004年に引退。
北海道出身。血液型：B型、身長：155cm、スリーサイズ：B83・W58・H85、Dカップ。趣味：ショッピング。特技：書道

## 作品

### アダルトビデオ
2000年
- MID NIGHT BLUE GALs2000（9月15日、レイジングカンパニー）
- 視激 宝来みゆき（レンタル） /Love Venus（セル）（9月22日 （レンタル） /2000年11月17日 （セル） 、セクシア （トライハートコーポレーション））
- 宝来みゆきはレンタル中!!（10月20日、セクシア）
- 監禁白書 宝来みゆき（12月14日、セクシア）

2001年
- Wet&Messy 宝来みゆき（3月23日、セクシア）
- タマにはしゃぶりたい 宝来みゆき（3月23日、セクシア）
- 淫・シンドローム 宝来みゆき（4月8日、セクシア）
- CUTE CORE 宝来みゆき（4月27日、シャイ企画）
- 人間廃業 宝来みゆき（6月22日、アリスJAPAN）
- 制服エンジェル 宝来みゆきDX（6月22日、笠倉出版社）
- みゆきにしてネ （はぁと）宝来みゆき（7月27日、GLAY'z）
- ドリーム学園 3 前編（10月1日、MOODYZ）
- ドリーム学園 3 後編（10月1日、MOODYZ）
- OL羞恥奴隷 宝来みゆき（10月15日、TMA）
- 全裸社員 宝来みゆき（10月26日、TMA）
- 聖域なき構造改革 宝来みゆき（11月1日、MOODYZ）

2002年
- SM UNITE!（1月1日、MOODYZ）
- 痴 女優 34 宝来みゆき（1月11日、ワープエンタテインメント）
- after school（1月11日、ドリームチケット）
- おもいっきり！！宝来みゆき（1月25日、レイジングカンパニー）
- セクシャルオフィス（2月14日、ドリームチケット）
- 徹底攻略 宝来みゆき（2月28日、ワンズファクトリー）
- いろんな意味でナマな女。（3月13日、ドリームチケット）
- ドリームシャワー 宝来みゆき（4月5日、ワープエンタテインメント）
- プレイガール 7（5月31日 （レンタル） /6月14日 （セル） 、セクシア）
- 妄想劇場 妄想スペシャル 宝来みゆき（6月7日、アイエナジー）
- 悲劇の晩餐 （レンタル） /メイド物語 （セル）（6月14日 （レンタル） /2002年8月9日 （セル） 、セクシア）
- 超-股間のアングル 宝来みゆき（6月25日、ワンズファクトリー）
- Platinum Ticket 03 宝来みゆき（7月4日、ドリームチケット）
- 学園淫獣伝説 〜学園、官能凌辱の淫靡な世界〜（7月5日、アイエナジー）
- LABYRINTH REBORN VOL.10 宝来みゆき（7月22日、エクストリーム）
- お尻と性器 3 宝来みゆき（8月1日、ワンズファクトリー）
- Wild Thing! 宝来みゆき（8月7日、桃太郎映像出版）
- メイド物語 宝来みゆき（8月9日、VIP）
- Angel 宝来みゆき（9月8日、アイデアポケット）
- 超☆美少女接吻 VOL.2（10月19日、忠実堂）
- お姉ちゃんは僕のいいなり人形 宝来みゆき（11月4日、SODクリエイト）
- 制服エンジェル 宝来みゆきDX（12月5日、笠倉出版社）
- ビップシャワー3（12月6日、ワープエンタテインメント）
- テレビレポーターレイプ 業界残酷物語2 宝来みゆき（12月8日、アタッカーズ）
- Wキャスト〜夢の競演〜 及川奈央編（12月10日、ワンズファクトリー）
- Wキャスト〜夢の競演〜 宝来みゆき編（12月10日、ワンズファクトリー）

2003年
- 女優-拘束マニア 5 宝来みゆき（1月10日、ワンズファクトリー）
- 美しい痴女の接吻とセックス 3 宝来みゆき（1月10日、ドグマ）
- うさぎ[宝来みゆき]（3月1日、バニーズバニー）
- 宝来みゆき伝説（4月5日、アイエナジー）
- 拘束椅子トランス 宝来みゆき（4月10日、ドグマ）
- smile kiss（4月16日、GUTS）
- STAR BOX 宝来みゆき（4月17日、ワープエンタテインメント）
- パンドラ Vol.1 宝来みゆき（4月18日、パンドラの箱）激薄・薄消し作品
- 恥辱の家庭教師（4月25日、シネマジック）
- 新入社員 [ぶっかけオフィスレディ]（5月2日、ドリームチケット）
- キン●マ嬲りの虜になった私達（5月3日、SODクリエイト）
- 濃縮 宝来みゆき（6月20日、オブテインフューチャー）
- 美少女調教レズ 〜はじめてのいたずら〜（6月20日、SODクリエイト）
- 宝来みゆき 完全版（7月10日、ワンズファクトリー）
- コンチネンタル Vol.1 宝来みゆき（7月17日、コンティネント）激薄・薄消し作品
- ブレインショック 宝来みゆき（7月19日、プレステージ）
- 宝来みゆき ディレクターズカット（8月3日、アイエナジー）
- Grass One TV!（8月8日、グラスワンソフトウェア）
- 淫獣遊戯（8月8日、アタッカーズ）
- 痴女性淫乱症（8月10日、ドグマ）
- N0.1美女軍団 新任女教師（9月5日、アイエナジー）
- ミステリアスGO! CATs EYE No.1 キャッツ◆アイ軍団（10月4日、アイエナジー）
- PIN UP XXX NO.22 宝来みゆき 宮本えみ [ファッキン ハイスクール]（10月10日、バーチャルウェーブ）
- あゆ コス2 あゆ4時間（10月22日、ケイ・エム・プロデュース）
- 女子アナ 宝来みゆきと合コンしよう!（10月24日、グラスワンソフトウェア） ※シミュレーションRPG
- No.1 美女 11人斬り OL+女教師4時間（11月6日、アイエナジー）
- It’s show time Vol.1（12月4日、SODクリエイト）
- It’s show time Vol.2（12月4日、SODクリエイト）
- 宝来みゆき 連続SEXトランス編集90分（12月10日、ワンズファクトリー）
- 破廉恥X 性処理玩具3人のザーメン処理嬢（12月12日、隼エージェンシー）

2004年
- 及川奈央＆宝来みゆきのレズ 〜究極のSEX〜（1月1日、ワンズファクトリー）
- 聖露出 宝来みゆき（1月22日、忠実堂）
- 美人マネージャーをヤったついでに美人メイクさんもヤっちゃたビデオ （マネージャーバージョン）（1月22日、忠実堂）
- 美人マネージャーをヤったついでに美人メイクさんもヤっちゃたビデオ （メイクさんバージョン）（1月22日、忠実堂）
- 裏オナニーのお手伝いしてあげる（2月19日、SODクリエイト）
- 僕だけのペット 宝来みゆき（4月3日、アイエナジー）
- 調子に乗りマネージャーさんメイクさんもヤったビデオ 合体+蔵出し映像盛りだくさんバージョン 宝来みゆき（4月15日、ナチュラルハイ）
- 黒沢愛＆春菜まい＆宝来みゆき The Best of Its show time（5月3日、SODクリエイト）
- Love Song〜永遠に・・・〜 宝来みゆき（5月15日、ドグマ）※引退作
- 不法チン入 2 コスプレイプ（5月20日、アイエナジー）
- Sexian Beauty 宝来みゆき（5月21日、笠倉出版社）

2007年
- タマにはしゃぶりたい COLLECTION BOX（4月13日、NEO ATLAS）
- PREMIUM TICKET 17 宝来みゆき（5月13日、NEO ATLAS）
- GOLDEN TICKET 4（9月1日、A-BOX）
- GOLDEN TICKET 6（10月19日、A-BOX）

2008年
- 完全限定生産 SOFT ON DEMAND ClassicBox Platinum（10月9日、SODクリエイト）

2009年
- ドリームシャワー Vol.39 宝来みゆき 完全限定★復刻版（11月5日、ワープエンタテインメント）

## 出演

### テレビドラマ
- 土曜ワイド劇場 混浴露天風呂連続殺人 22（2002年12月21日、テレビ朝日）

### 映画
- attitude（2008年）DYNAMITE TOMMY (COLOR) 監督

## エピソード
- 2001年にANTHEMのベーシストである柴田直人のプロデュースで歌手デビューする話があり、同年2月24〜25日に渋谷 ON AIR EASTで行われたジャパニーズ・メタル関連のイベント「JAPAN HARD ROCK FESTIVAL 2001」でGargoyleのメンバーをバックに従えて前座という形でライブに参加したが、その後CDデビューの話は理由が不明のまま流れている。なお、当時のロッキンfの記事では曲名は「新曲」としか書かれていなかった[1]。
- AV男優について、「ふつうのオトコにはない愛をくれた。だから、AV女優が、楽しかった」と述べている[2]。